# Niyaməddin İbrahimov
Niyaməddin Fəxrəddin oğlu İbrahimov (ur. 12 kwietnia 1991) – azerski zapaśnik walczący w stylu klasycznym. Trzynasty w Pucharze Świata w 2013. Trzeci na ME kadetów w 2008. Mistrz Azerbejdżanu w 2011 i 2014, drugi w 2012 i 2013 roku.